# Чедър
Чедър е естествено сирене, което е относително твърдо, почти бяло (или оранжево, ако се добавят оцветители като анато (Bixa orellana) и понякога с остър вкус. Чедърът произхожда от английското село Чедър в Съмърсет.
Сиренето Чедър се произвежда по целия свят, без да има защитено наименование за произход нито в Обединеното кралство, нито в Европейския съюз. През 2007 г. защитеното наименование за произход West Country Farmhouse Cheddar е регистрирано в ЕС и (след Брекзит) в Обединеното кралство, дефинирано като чедър, произведен от местно мляко в Съмърсет, Дорсет, Девън и Корнуол и произведен по традиционни методи. Защитено географско указание е регистрирано за Оркни, шотландски остров Чедър през 2013 г. в ЕС, което се прилага и съгласно законодателството на Обединеното кралство. В световен мащаб стилът и качеството на сирената, етикетирани като чедър, може да варират значително, като някои преработени сирена се опаковат като „чедър“. Освен това някои сирена, които са подобни на вкус и вид на Red Leicester, понякога се продават като „червен чедър“.
Чедърът е най-популярното сирене в Обединеното кралство, което представлява 51% от годишния пазар на сирене в страната, възлизащ на 1,9 млрд. £. Това е второто най-популярно сирене в САЩ след моцарела, със средна годишна консумация от 4,5 kg на глава от населението. САЩ са произвели приблизително 1 300 000 тона сирене чедър през 2014 г., а Обединеното кралство е произвело 262 000 тона през 2008 г.